# Дедвуд (телесериал)
«Де́двуд» (англ. Deadwood) — американский драматический телесериал с элементами вестерна, в основе сюжета которого — легенды и реальная история основания одноимённого города в Южной Дакоте во времена «золотой лихорадки» в горах Блэк-Хилс. Пилотный эпизод был показан 21 марта 2004 года по кабельному телеканалу HBO в США. Всего было снято 36 эпизодов, завершён 27 августа 2006 года.
Рейтинг просмотров первого сезона оказался одним из самых высоких в истории HBO — в среднем 4,5 млн зрителей (выше был только у сериала «Клиент всегда мертв»). Съёмочная группа и актёры «Дедвуда» отмечены в разных номинациях восемью премиями «Эмми» и одним «Золотым глобусом».
Автором идеи, исполнительным продюсером и ведущим сценаристом сериала выступил Дэвид Милч. Производством «Дедвуда» занимались продюсерские компании Red Board Productions и Roscoe Productions совместно с HBO и Paramount Television (с третьего сезона — CBS Television Studios).
Для сериала характерны гиперреализм изображения, откровенные сцены насилия и секса, повышенное употребление ненормативной лексики. По завершении съёмок третьего сезона не были продлены контракты актёров на четвёртый сезон, хотя официально HBO не отменял сериал. Некоторое время продюсеры обсуждали с дирекцией телеканала возможность выпуска, по крайней мере, двух телефильмов, чтобы логически завершить историю, но переговоры не увенчались успехом. Вернуться к проекту после нескольких лет обсуждения и подготовки к производству смогли только в 2018 году. Финалом истории стал двухчасовой фильм «Дедвуд», премьера которого на HBO состоялась 31 мая 2019 года: действие фильма происходит через десять лет после окончания третьего сезона .

## Сюжет
1876 год. «Золотая лихорадка» охватила все пограничные территории вокруг горного массива Блэк-Хилс. Недавно образованный из лагеря старателей посёлок Дедвуд в Южной Дакоте — настоящая «выгребная яма», в которой собираются авантюристы и преступный сброд со всей Америки. Преступления и коррупция настолько прочно вошли в жизнь обитателей Дедвуда, что на них практически не обращают внимания. Убийства привлекают меньше внимания, чем танцы девочек в местном салуне (англ. The Gem Saloon), владелец которого — Эл Сверенджен — считается негласным хозяином нового поселения. Сюда приезжает и бывший маршал Сет Буллок, надеясь вместе со своим другом и компаньоном по бизнесу Соломоном Старом открыть торговую лавку.

### Первый сезон
Действия происходят спустя полгода после основания лагеря, в середине 1876 года. В Дедвуде фактически царит беззаконие. Единственно крупным по здешним меркам центром развлечений с выпивкой и борделем является «Джем Салун». Его владелец — Эл Сверенджен — держит под контролем местную торговлю и пригодные под строительство земельные участки. Конкуренцию ему неожиданно составляет Сай Толливер, открывший напротив фешенебельный салун (англ. The Bella Union): с казино и более изысканными проститутками.

### Второй сезон
В начале 1877 года Дедвуд выглядит уже намного благопристойнее, чем год назад. Золотые прииски процветают. Независимое поселение постепенно разрастается и стремительно обретает черты небольшого городка с разными районами, в том числе и своим «чайнатауном»; в нём открывается банк, есть свой шериф, обязанности которого взял на себя Сет Буллок, проходит линия телеграфа. Не дремлет и преступность, которая становится более изощрённой и завязанной на финансово-экономических интересах.

### Третий сезон
События начинаются через шесть недель после финала второго сезона. В разгаре политическая борьба за выборы администрации в Дедвуде, чтобы тот мог официально получить статус города и войти под юрисдикцию США в границах Территории Дакоты (на тот момент включавшей земли будущих штатов Южная Дакота и Северная Дакота). В Дедвуде начинает давать представления профессиональная театральная труппа. В жёсткую конфронтацию с местными жителями входит богатый калифорнийский бизнесмен и крупный золотоискатель Джордж Херст.

## Актёрский состав и персонажи
| Актёр             | Роль                                             |
| ----------------- | ------------------------------------------------ |
| Тимоти Олифант    | бывший маршал, шериф Сет Буллок                  |
| Иэн Макшейн       | владелец «Джем Салуна» Эл Сверенджен             |
| Молли Паркер      | миссис Алма Гаррет                               |
| Джим Бивер        | старатель Уитни Элсворт                          |
| Уильям Сэндерсон  | хозяин гостиницы, мэр И. Б. Фарнум               |
| Брэд Дуриф        | док Кокрэйн                                      |
| Джон Хоукс        | торговец Сол Стар                                |
| Пола Малкомсон    | проститутка Трикси                               |
| Ким Диккенс       | проститутка Джоани Стаббс                        |
| У. Эрл Браун      | «правая рука» Эла Дэн Дорити                     |
| Дейтон Калли      | владелец компании по грузоперевозкам Чарли Аттер |
| Джеффри Джонс     | журналист Э. У. Меррик                           |
| Робин Вайгерт     | скаут Бедовая Джейн                              |
| Пауэрс Бут        | владелец казино Сай Толливер                     |
| Леон Риппи        | владелец салуна «Номер 10» Том Наттолл           |
| Анна Ганн         | миссис Марта Буллок                              |
| Гаррет Диллахант  | шулер Джек Макколл, геолог Фрэнсис Уолкотт       |
| Джеральд Макрейни | предприниматель Джордж Хёрст                     |
| Кит Кэррадайн     | стрелок Дикий Билл Хикок                         |

| Актёр          | Роль                                   |
| -------------- | -------------------------------------- |
| Рэй Маккиннон  | преподобный Генри Уэстон Смит          |
| Шон Бриджерс   | подручный Эла Джонни Бёрнс             |
| Титус Уэлливер | доверенное лицо Эла Сайлас Адамс       |
| Рики Джей      | управляющий казино Эдди Сойер          |
| Ларри Седар    | подручный Толливера Леон               |
| Питер Джейсон  | подручный Толливера Кон Стэплтон       |
| Джэри Джуэлл   | уборщица в «Джем салуне» Джуэл         |
| Кион Янг       | глава китайской общины, мистер Ву      |
| Филип Мун      | мистер Ли                              |
| Джон Эрикссон  | пасынок Сета Уильям Буллок             |
| Бри Шенна Уолл | приёмная дочь Альмы София Метц         |
| Алан Граф      | охранник Херста, капитан Джозеф Тернер |
| Ральф Ричесон  | работник гостиницы Ричардсон           |
| Эшли Кизер     | проститутка Долли                      |
| Брент Секстон  | бармен салуна «Номер 10» Гарри Мэннинг |

| Актёр              | Роль                                  |
| ------------------ | ------------------------------------- |
| Гейл Харольд       | законник Уайетт Эрп                   |
| Остин Николс       | младший брат Уайетта Морган Эрп       |
| Ричард Гант        | хозяин конюшни Хостетлер              |
| Майкл Харни        | пьянчужка Стив                        |
| Фрэнклин Аджайе    | «Черномазый генерал» Сэмуэль Филдс    |
| Павел Лычников     | телеграфист Блазанов                  |
| Гаррет Диллахант   | геолог Фрэнсис Уолкотт / Джек Маккол  |
| Брайан Кокс        | импресарио Джон «Джек» Лангриш        |
| Элис Криге         | «мадам» борделя Мэдди                 |
| Сара Полсон        | гувернантка Элис Изрингаузен          |
| Стивен Тоболовски  | спец. уполномоченный Хьюго Джерри     |
| Зак Гренье         | игрок, проповедник Энди Крэмд         |
| Клео Кинг          | кухарка Херста, тетушка Лу            |
| Омар Гудинг        | сын Лу Одэлл                          |
| Пруитт Тейлор Винс | владелец небольшого прииска Моз Мэнел |

## Эпизоды
| Сезон | Сезон | Эпизоды | Дата выхода на ТВ                                   | Дата выхода на ТВ                           | Дата выхода DVD | Дата выхода DVD | Дата выхода DVD | Дата выхода Blu-ray | Дата выхода Blu-ray |
| Сезон | Сезон | Эпизоды | Премьерный показ                                    | Финальный показ                             | Регион 1        | Регион 2        | Регион 4        | Регион A            |                     |
| ----- | ----- | ------- | --------------------------------------------------- | ------------------------------------------- | --------------- | --------------- | --------------- | ------------------- | ------------------- |
|       | 1     | 12      | 21 марта 2004 «Дедвуд»                              | 13 июня 2004 «Продан греху»                 | 8 февраля 2005  | 4 июля 2005     | 4 августа 2005  | 23 ноября 2010      |                     |
|       | 2     | 12      | 6 марта 2005 «Общепринятая ложь: часть 1»           | 22 мая 2005 «Мальчик-Говорящий-С-Землей»    | 6 марта 2006    | 23 мая 2006     | н/д             | 23 ноября 2010      |                     |
|       | 3     | 12      | 11 июня 2006 «Скажи своему богу готовиться к крови» | 27 августа 2006 «Скажи ему что-то приятное» | 12 июня 2007    | 6 августа 2007  | 6 июня 2007     | 23 ноября 2010      |                     |

### Сезон 1 (2004)
| № общий | № в сезоне | Название                                                              | Режиссёр         | Автор сценария    | Дата премьеры  | Произв. код | Зрители в США (млн) |
| ------- | ---------- | --------------------------------------------------------------------- | ---------------- | ----------------- | -------------- | ----------- | ------------------- |
| 1       | 1          | «Deadwood» «Дедвуд»                                                   | Уолтер Хилл      | Дэвид Милч        | 21 марта 2004  | 99745       | 5.79                |
| 2       | 2          | «Deep Water» «Глубокие воды»                                          | Дэвис Гуггенхайм | Малкольм Макрури  | 28 марта 2004  | 99746       | 4.88                |
| 3       | 3          | «Reconnoitering the Rim» «Разведывая окраины»                         | Дэвис Гуггенхайм | Джоди Уорт        | 4 апреля 2004  | 99747       | N/A                 |
| 4       | 4          | «Here Was a Man» «Здесь побывал человек»                              | Алан Тейлор      | Элизабет Сарнофф  | 11 апреля 2004 | 99748       | 5.40                |
| 5       | 5          | «The Trial of Jack McCall» «Суд на Джеком Макколом»                   | Эд Бьянчи        | Джон Беллусо      | 18 апреля 2004 | 99749       | 4.56                |
| 6       | 6          | «Plague» «Чума»                                                       | Дэвис Гуггенхайм | Малкольм Макрури  | 25 апреля 2004 | 99750       | N/A                 |
| 7       | 7          | «Bullock Returns to the Camp» «Буллок возвращается в лагерь»          | Майкл Энглер     | Джоди Уорт        | 2 мая 2004     | 99751       | 4.29                |
| 8       | 8          | «Suffer the Little Children» «Женщины и дети идут первыми»            | Дэн Минэхэн      | Элизабет Сарнофф  | 9 мая 2004     | 99752       | 3.88                |
| 9       | 9          | «No Other Sons or Daughters» «Больше никаких сыновей и дочерей»       | Эд Бьянчи        | Джордж Путнэм     | 16 мая 2004    | 99753       | 4.35                |
| 10      | 10         | «Mister Wu» «Мистер Ву»                                               | Дэн Минэхэн      | Брайан Макдональд | 23 мая 2004    | 99754       | N/A                 |
| 11      | 11         | «Jewel's Boot Is Made for Walking» «Эти башмачки только для прогулок» | Стив Шилл        | Рики Джей         | 6 июня 2004    | 99755       | 4.26                |
| 12      | 12         | «Sold Under Sin» «Предан греху»                                       | Дэвис Гуггенхайм | Тед Манн          | 13 июня 2004   | 99756       | 3.21                |

### Сезон 2 (2005)
| № общий | № в сезоне | Название                                                   | Режиссёр        | Автор сценария        | Дата премьеры              | Произв. код | Зрители в США (млн) |
| ------- | ---------- | ---------------------------------------------------------- | --------------- | --------------------- | -------------------------- | ----------- | ------------------- |
| 1314    | 12         | «A Lie Agreed Upon» «Расчётливая ложь»                     | Эд Бьянчи       | Дэвид Милч Джоди Уорт | 6 марта 2005 13 марта 2005 | 99757 99758 | 2.79 3.41           |
| 15      | 3          | «New Money» «Новые деньги»                                 | Стив Шилл       | Элизабет Сарнофф      | 20 марта 2005              | 99759       | N/A                 |
| 16      | 4          | «Requiem for a Gleet» «Реквием по уретриту»                | Алан Тейлор     | Тед Манн              | 27 марта 2005              | 99760       | 2.51                |
| 17      | 5          | «Complications» «Осложнения»                               | Грегг Файнберг  | Виктория Морроу       | 3 апреля 2005              | 99761       | 2.17                |
| 18      | 6          | «Something Very Expensive» «Кое-что очень дорогое»         | Стив Шилл       | Стив Шилл             | 10 апреля 2005             | 99762       | 2.16                |
| 19      | 7          | «E.B. Was Left Out» «Мэра города не приглашать»            | Майкл Алмерейда | Джоди Уорт            | 17 апреля 2005             | 99763       | 2.38                |
| 20      | 8          | «Childish Things» «Детские шалости»                        | Тим Ван Паттен  | Реджина Коррадо       | 24 апреля 2005             | 99764       | 2.42                |
| 21      | 9          | «Amalgamation and Capital» «Столица и объединённые земли»  | Эд Бьянчи       | Элизабет Сарнофф      | 1 мая 2005                 | 99765       | 2.16                |
| 22      | 10         | «Advances, None Miraculous» «Никаких чудес»                | Дэн Минэхэн     | Сара Хесс             | 8 мая 2005                 | 99766       | N/A                 |
| 23      | 11         | «The Whores Can Come» «Могут прийти даже блудницы»         | Грегг Файнберг  | Брайан Макдональд     | 15 мая 2005                | 99767       | 2.02                |
| 24      | 12         | «Boy-the-Earth-Talks-To» «Мальчик-с-которым-говорит-Земля» | Эд Бьянчи       | Тед Манн              | 22 мая 2005                | 99768       | 2.42                |

### Сезон 3 (2006)
| № общий | № в сезоне | Название                                                                       | Режиссёр       | Автор сценария               | Дата премьеры   | Произв. код | Зрители в США (млн) |
| ------- | ---------- | ------------------------------------------------------------------------------ | -------------- | ---------------------------- | --------------- | ----------- | ------------------- |
| 25      | 1          | «Tell Your God to Ready for Blood» «Подготовь своего Бога к войне»             | Марк Тинкер    | Дэвид Милч и Тед Манн        | 11 июня 2006    | 99769       | 2.40                |
| 26      | 2          | «I Am Not the Fine Man You Take Me For» «Я не тот, за кого вы меня принимаете» | Дэн Аттиас     | Дэвид Милч и Реджина Коррадо | 18 июня 2006    | 99770       | 1.90                |
| 27      | 3          | «True Colors» «Истинные цвета»                                                 | Грегг Файнберг | Реджина Коррадо и Тед Манн   | 25 июня 2006    | 99771       | N/A                 |
| 28      | 4          | «Full Faith and Credit» «О признании и доверии»                                | Эд Бьянчи      | Тед Манн                     | 2 июля 2006     | 99772       | 1.70                |
| 29      | 5          | «A Two-Headed Beast» «Двуглавый зверь»                                         | Дэн Минэхэн    | Дэвид Милч                   | 9 июля 2006     | 99773       | N/A                 |
| 30      | 6          | «A Rich Find» «Богатый улов»                                                   | Тим Хантер     | Аликс Ламберт                | 16 июля 2006    | 99774       | N/A                 |
| 31      | 7          | «Unauthorized Cinnamon» «Нелегальный коричник»                                 | Марк Тинкер    | Реджина Коррадо              | 23 июля 2006    | 99775       | N/A                 |
| 32      | 8          | «Leviathan Smiles» «Улыбка Дьявола»                                            | Эд Бьянчи      | Кем Нанн                     | 30 июля 2006    | 99776       | N/A                 |
| 33      | 9          | «Amateur Night» «Театральное представление»                                    | Адам Дэвидсон  | Ник Таун и Зак Уидон         | 6 августа 2006  | 99777       | N/A                 |
| 34      | 10         | «A Constant Throb» «Бесконечное напряжение»                                    | Марк Тинкер    | У. Эрл Браун                 | 13 августа 2006 | 99778       | N/A                 |
| 35      | 11         | «The Catbird Seat» «Дроздовое гнездо»                                          | Грегг Файнберг | Бернадетт Макнамара          | 20 августа 2006 | 99779       | N/A                 |
| 36      | 12         | «Tell Him Something Pretty» «Скажи ему что-нибудь хорошее»                     | Марк Тинкер    | Тед Манн                     | 27 августа 2006 | 99780       | 2.03                |

В 2019 году по мотивам сериала вышел полноэкранный фильм.

## Прототипы героев сериала
Сюжет сериала «Дедвуд» основан на биографических фактах и художественных интерпретациях из жизни исторических личностей, обосновавшихся в этом городе, — американских первопоселенцев и предпринимателей.
- Эллис Альберт «Эл» Сверенджен (1845—1904) управлял «Джем салуном», который вскоре был перестроен в театр-варьете, более двух десятков лет, пока здание не сгорело полностью в 1899 году.
- Сет Буллок (1849—1919) на протяжении многих лет служил шерифом (а затем и маршалом) в Южной Дакоте, стал впоследствии одним из близких друзей Теодора Рузвельта.
- Его компаньон по бизнесу — Сол Стар (1840—1917) — успешно вёл дела в Дедвуде, с 1884 года в течение четырнадцати лет избирался мэром города.
- Легендарный стрелок Джеймс Батлер Хикок был застрелен в одном из салунов Дедвуда пьяным Джеком Макколом 2 августа 1876 года. Похоронен Дикий Билл Хикок на местном кладбище «Инглсайд».
- В 1903 году рядом с Хикоком по исполнению последней воли была захоронена и его подруга, профессиональный скаут Марта Джейн Каннари Бёрк (род. 1852).
- Биография их общего приятеля Чарльза Аттера (около 1838—н.д.) полна «белых пятен» и не имеет каких-либо точных подтверждений после 1880 года, когда он открыл салун в Сокорро (Нью-Мексико).
- Прототипом Сая Толливера, владельца салуна и казино The Bella Union, был предприниматель Том Миллер, обанкротившийся в ноябре 1878 года. Салун был перекуплен и превращён в бакалейный магазин.
- Персонаж сериала И. Б. Фарнум также имеет своего прототипа — Итана Беннета Фарнума (1826—н.д.), первого мэра Дедвуда.
- Журналист Э. У. Меррик основал в Дедвуде первую газету (англ. Black Hills Pioneer), издание которой ведётся до сих пор, сейчас редакция находится в соседнем городе Спирфиш.
- Преподобный Генри Уэстон Смит (род. 1827), в отличие от одноимённого героя сериала, был в здравии, когда 20 августа 1876 года был убит неизвестным стрелком по пути в соседний лагерь (англ. Crook City).
- Горнодобывающий магнат Джордж Херст (1820—1891) имел в описываемый период предпринимательские интересы на приисках в Южной Дакоте, но о каких-либо документально подтверждённых фактах его пребывания в Дедвуде ничего не известно.
- Уайетт Эрп (1848—1929) в 1876 году стал помощником маршала в Додж-Сити, вместе с братом Морганом посетили Дедвуд весной 1877-го как частные лица (участвовали в сплавке леса и охране грузов).
- Актёр и импресарио Джек Лангриш (н.д.—1895) приехал в Дедвуд вместе с труппой 15 июля 1876 года, первое театральное представление было дано через две недели.

## Трансляция
«Дедвуд» выходил на кабельном канале HBO с 2004-го по 2006 год, еженедельно по воскресеньям: первый сезон — в десять вечера, второй и третий — в девять. В России были показаны в подцензурной версии первый и второй сезоны сериала на канале НТВ. Показ начался с 13 февраля 2007 года, в ночном эфире телеканала.
Персонажи сериала произнесли в общей сложности 2980 раз ругательство «fuck» вместе с его производными.